# Torre Santa María
La Torre Santa María es un rascacielos chileno ubicado en los faldeos del cerro San Cristóbal cerca de la Avenida Santa María en la comuna de Providencia, en la ciudad de Santiago, la capital de Chile.
Es un ícono en la arquitectura chilena. Su imponente arquitectura vanguardista de plantas libres, estructura a la vista modulada y acristalada, realzan la verticalidad de sus cuatro fachadas por la repetición de elementos de hormigón.

## Historia
Fue inspirada en las Torres Gemelas del Centro Mundial de Comercio (1973-2001) de los Estados Unidos, construida en 1978 e inaugurada el 5 de abril de 1979, y tuvo el título del edificio más alto de Chile durante 14 años, hasta la construcción de la Torre de la Industria en 1994. Durante la construcción e instalación de los vidrios de la fachada, los fabricantes de dicho material (PPG Industries) tuvieron que viajar desde Estados Unidos a Chile para capacitar a los obreros respecto de su instalación.
El proyecto consideraba dos torres gemelas de oficinas pero solo se edificó esta, de 110 metros de altura, siendo la segunda torre postergada indefinidamente debido a la crisis económica en Chile de 1982. 

### Incendio
Cerca de las 10:00 del 21 de marzo de 1981, en el lado sur del duodécimo piso de la entonces más alta torre de Santiago, se declaró un incendio sin precedentes, originado por la inflamación del pegamento utilizado para instalar unas alfombras producto de una chispa provocada por un cigarrillo mal apagado. El incendio dejó un total de 11 muertos, entre ellos el voluntario de la 13.ª Compañía de Bomberos Bomba Providencia, Eduardo Rivas Melo.
Producto del siniestro, surgieron nuevas necesidades en el Cuerpo de Bomberos de Santiago puesto que fue el primer incendio de gran importancia en altura. Como entonces no existía una normativa que regulara la construcción en altura en Chile, ni mayor normativa respecto la protección contra incendios y sus consecuencias, esta tragedia obligó a la entrada en vigencia de la ordenanza correspondiente. Se prohibió a partir de dicho incendio el uso de ascensores durante el desarrollo de un desastre de ese tipo, producto de las muertes ocurridas en la torre Santa María.